# Vohančice
Vohančice (in tedesco Wohantschitz) è un comune della Repubblica Ceca facente parte del distretto di Brno-venkov, in Moravia Meridionale.